# Schizocosa chelifasciata
Schizocosa chelifasciata là một loài nhện trong họ Lycosidae.
Loài này thuộc chi Schizocosa. Schizocosa chelifasciata được Cândido Firmino de Mello-Leitão miêu tả năm 1943.